# Federação de Futebol de Comores
A Federação de Futebol de Comores (em francês: Fédération Comorienne de Football, ou FCF) é o orgão dirigente do futebol em Comores. Ela é membro da CAF, da UAFA, da COSAFA e da FIFA. Ela é a responsável pela organização dos campeonatos disputados no país, bem como da Seleção Nacional.